# سيلفر سانت كلاود
سيلفر سانت كلاود (بالأنجليزية: Silver St. Cloud) هي شخصية خيالية تظهر في الكتب المصورة الأمريكية التي تنشرها دي سي كومكس، عادة اً بالتعاون مع البطل الخارق باتمان. ظهرت لأول مرة في ديتكتيف كومكس #470 (فبراير 1978) تم إنشاؤها من قبل ستيف إنجلهارت و والت سايمنسون. يتم تصوير سيلفر سانت كلاود عادةً كأهتمام رومانسي لبروس واين، وهو أيضًا باتمان.
حلت الشخصية في المرتبة 64 في دليل مشتري الكوميكس قائمة «100 أكثر النساء جاذبية في الكوميكس».

## تاريخ النشر
تم إنشاؤها من قبل ستيف إنجلهارت ووالت سايمنسون وظهرت لأول مرة في ديتكتيف كومكس #470 (فبراير 1978). وقد تم جمع الأعداد التي تظهر ملامحها السابقة في شكل غلاف عادي تجاري كـباتمان: مظاهر غريبة.

## السيرة الذاتية للشخصية الخيالية
سيلفر سانت كلاود هي مواطنة أجتماعية تقيم في مدينة غوثام، وتستضيف حفلات للأثرياء والمؤثرين. أصبحت فيما بعد مخططة أحداث خارج غوثام.

### باتمان: مظاهر غريبة
سيلفر هي حب بروس الرئيسي في باتمان: مظاهر غريبة, إعاة طبع قصص من ديتيكتيف كوميكس #469-476 و 478 و 479. تلتقي لأول مرة مع بروس واين بعد هزيمة باتمان للشرير الجديد دوكتور فوسفور في معركة حدثت في محطة نووية لتوليد الكهرباء على المحيط. سرعان ما تبدأ في المواعدة بروس واين. وتشتبه من البداية في أن بروس يخفي شيئًا، مشيرة إلى أهتمامه بتقارير الجريمة ومواجهاته مع باتمان كدليل على سره. عندما يتم القبض على بروس واين والأستعاضة عنه بـهيوغو سترينج في تمويه صناعي، تلاحظ سيلفر بسرعة أن بروس ليس بطبيعته وتتواصل مع ديك جريسون (روبن) لتخبره عن سلوك بروس الغريب. وبفضل بصيرتها وإجراءاتها السريعة تؤدي إلى أن ينقذ روبن بروس.
سيلفر هي واحدة من عدد قليل من الشخصيات الذين أكتشفوا سر هوية باتمان. كانت علاقتها مع بروس في البداية في ورطة بسبب أختفائه المتكرر. ومع ذلك، تتمكنت بمرور الوقت من تجميع القرائن والتعرف في النهاية على عشيقها في زي باتمان. تؤكد سيلفر شكوكها بدعوتها إلى بروس بينما كان يقاتل الشرير ديدشوت، مما يجعله يتحول والسماح لسيلفر بالتعرف على ذقن باتمان المشابه لذقن بروس واين. تمثل المظاهر الأولية لسيلفر أيضًا المرة الأولى التي يتم فيها الأعتراف صراحةً بأن بروس واين أو حتى باتمان قد دخل في علاقة جنسية.
تشهد سيلفر قتال باتمان مع الجوكر. بعد هزيمة الجوكر، يلتقي باتمان بسيلفر. وتكشف لباتمان بأنها تعرف سره وأنها لا تزال تحبه. وتقول له بإنها لا يمكن أن تكون معه لأنها لا تستطيع أن تقلق عليه كل ليلة. ثم تنهي العلاقة، وتطلب منه عدم رؤيتها مرة أخرى.
أنفصال سيلفر عن بروس كان له تداعيات في الأعداد التالية، حيث باتمان يخرج إحباطه من العلاقة الفاشلة على أثنين من المجرمين. يتركز معظم غضبه على مجرم واحد، يتكرر مراراً وتكراراً. بروس يخبر ألفريد بيني وورث بأنه يلوم شخصية المحاربته للجريمة بقيادة سيلفر بعيداً، ويفكر لفترة من الوقت ما إذا كان ينبغي أن يتخلى عن كونه باتمان إلى الأبد.

### الحصار
في أساطير فارس الظلام قصة «الحصار» (حبكة من قبل ارشي جودوين), تعود سيلفر لفترة قصيرة إلى حياة بروس واين أثناء تنظيم مؤتمر عن المرتزقة في غوثام، ولكنها تصاب بجروح بالغة من زعيم المؤتمر عندما تكتشف مؤامرة للأعتداء على المدينة.

### باتمان: المحقق المظلم
تعود سيلفر مرة أخرى في قصة ستيف إنجلهارت باتمان: المحقق المظلم، تتمة لـباتمان: مظاهر غريبة. في هذه السلسلة، تتطور علاقتها مع بروس واين إلى درجة أن سيلفر كانت مستعدة لترك خطيبها، وهو عضو في مجلس الشيوخ، لتكون معه. ومع ذلك، يتم قطع ذراع ورجل خطيبها في أفخاخ متفجرة من قبل الجوكر، بينما كان يحاول العثور عليها في منزل الجوكر. يوعز بروس لها بمواصلة علاقتها مع السناتور حتى تنتهي حملته، ولكنها تغضب لذلك وتترك حياة بروس واين مرة أخرى.
كتب ستيف إنجلهارت فصلًا آخر إلى ثلاثيته لحلها ولكن دي سي رفضت نشر هذه القصة.

### إتساع التيار
تعود شخصيتها في كوميك كيفن سميث' باتمان: إتساع التيار, حيث تقوم هي وبروس بإحياء علاقتهما الرومانسية على شاطئ جزيرة تملكه عائلتها. وفي نهاية الكوميك، يتم ذبحها من قبل الشرير أونوماتوبويا.

## في وسائل الإعلام الأخرى

### التلفزيون
- تظهر سيلفر سانت كلاود في الموسم 2 من مسلسل غوثام, تم تمثيلها من قبل ناتالي ألين ليند.[7] في هذا الإصدار هي ابنة أخت الملياردير الفاسد ثيو غالافان وأخته تابيتا غالافان. وتصادق الشاب بروس واين، الذي يسحر بها على الفور معها. دون علمه، تساعد سيلفر «جالافان» في خطة النظام المقدس لسانت دوماس على قتل بروس والأستيلاء على «واين إنتربرايسز». تحقيقاً لهذه الغاية، بدأت بمواعدة بروس بينما كانت تدق إسفين بينه وبين سيلينا كايل، الذي كان واضحاً من خلال تصرفها. يُخطف بروس وسيلفر خارج أكاديمية أندرس الإعدادية من القاتل توم «السكين». عندما يهددها بالتعذيب، تخبره بأن «م. مالون» مرتبط بمقتل توماس ومارثا واين. ثم يتضح بأن سيلينا وبروس استأجرا «السكين» من أجل الحصول على المعلومات المطلوبة منها.[8] ويتنازل غالافان عنها لإغراء بروس لحتفه، ولكن مشاعرها الحقيقية تطورت لبروس، وبدلاً من ذلك ساعدته على الهروب من براثن عمّها عندما خططت لخطة سانت دوماس للتضحية به. بعد أن أنقلبت تابيثا ضد ثيو أثناء القتال بين جماعة سانت دوماس ومجموعة أوزوالد كابلبوت، وتهرب مع سيلفر من النافذة.[8]

### الفيلم
في السيناريو الأصلي لفيلم عام 1989 باتمان، الذي كتبه توم مانكيفيتس، كانت سيلفر سانت كلاود حبيبة بروس واين ولكنها كانت تعمل مع زعيم الجريمة روبرت ثورن.

### مسلسل الويب
تظهر سيلفر سانت كلاود في مسلسل الويب ثانوية سوبر غيرلز، تمت تأديتها عن طريق غراي غريفين.

### المتنوعة
سيلفر سانت كلاود هي المحور الرئيسي في الكوميك الخاص باتمان/إلمر فاد. في القصة، أصبحت عشيقة إلمر فاد من لوني تونز بعد انفصالها مع بروس واين. عندما تكتشف أن إلمر صياد مكافئات، وتزيف موتها على يد القاتل باغز "ذا باني". وهذا يقود إلمر إلى الكآبة ويحاول قتل باغز وأخيرًا بروس واين أنتقاماً لموتها. عندما يحكي إلمر قصته لباتمان، يصل الاثنان إلى بار بوركي لمواجهة باغز، فقط لتكشف سيلفر عن نفسها وكيف أنها زيفت موتها للهروب من أسلوب حياة بروس وإلمر الخطير.

## وصلات خارجية
- سيلفر سانت كلاود في دي سي كوميكس ويكي
- سيلفر سانت كلاود على قاعدة بيانات الكتب المصورة
- سيلفر سانت كلاود في كوميك فاين
- سيلفر سانت كلاود على IMDb